# Guillaume Grand
Guillaume Grand (Brageirac, Dordonya, 28 d'octubre de 1983) és un cantant i compositor francès, més conegut pel seu èxit Toi et moi del 2010.
Nascut a Bergerac, a causa de la feina del seu pare, banquer, va viatjar diverses vegades i sent un adolescent van instal·lar-se a Amèrica. Guillaume Grand es va donar a conèixer el 2010 amb la seva cançó anomenada Toi et Moi, que va tenir més de 45 milions de visites a Youtube, cosa que va impulsar la seva carrera a França. del seu primer disc L'amour est laid, publicat el 13 de setembre del mateix any. El 7 d'abril de 2014 va publicar el seu segon àlbum Il paraît, que va presentar durant una gira i publicant primer el senzill Je sais. L'any 2020 va treure el seu nou senzill Je veux entendre le vent.
L'estil de Grand està emmarcat en la cançó folk francesa, utilitzant la seva veu forta i una guitarra acústica. Les seves cançons parlen de l'ésser humà i la seva complexitat, l'amor, la dona, el suïcidi, i altres temes, sempre fora de la política.

## Discografia
Àlbums
- 2010 : L'Amour est laid
- 2014 : Il paraît
- 2021: Des espoirs[1]

Singles
- 2010 : Toi et moi
- 2010 : L'amour est laid
- 2011 : Couvre ta peau
- 2014 : Je sais
- 2016 : Mes yeux ne font pas semblant
- 2016 : Au vent
- 2020 : J'aime trop les gens
- 2021 : Je veux entendre le vent